# Цетинський монастир
Цетинський монастир (серб. Цетињски манастир) — православний монастир «Різдва Пресвятої Богородиці» та музей в історичній столиці Чорногорії, місті Цетине. Резиденція митрополитів Чорногорії і одне з популярних місць паломництва.

## Історія

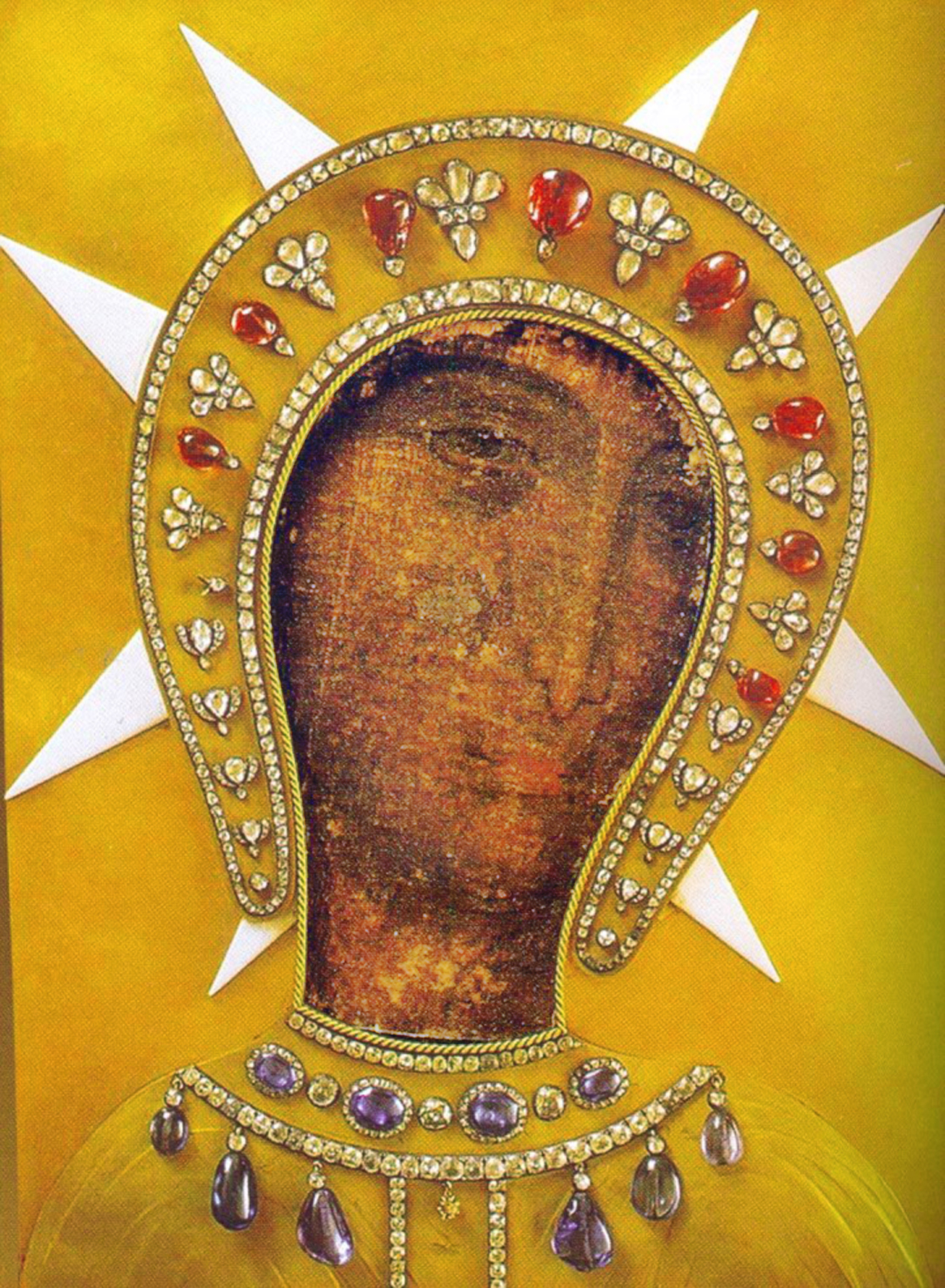
Оригінал ікони Божої Матері «Філерме» — реліквія лицарів католицького ордену госпітальєрів Святого Іоанна Єрусалимського

Зазначений монастир був побудований в 1484 році Іваном I Черноєвичем, а потім став кафедрою єпархії Зета. Після 1493 р. архієрей іменувався «єпископом чорногорським і приморським». Цей монастир був «стертий з лиця землі» в 1692 році турками, і був відновлений владикою Данилом, недалеко від місця колишньої споруди. З цієї нагоди новий монастир був побудований зі старих каменів, й отримав пластину з печаткою Черноєвича. У 1714 р. монастир був спалений і був знову відновлений в 1743 р. чорногорським митрополитом Савою Негошем. Був відбудований кілька разів, останній раз — у 1927 р.. У монастирі «Різдва Богородиці» зберігаються мощі святого Петра I Цетинського.

## Реліквії
У монастирі зберігаються:

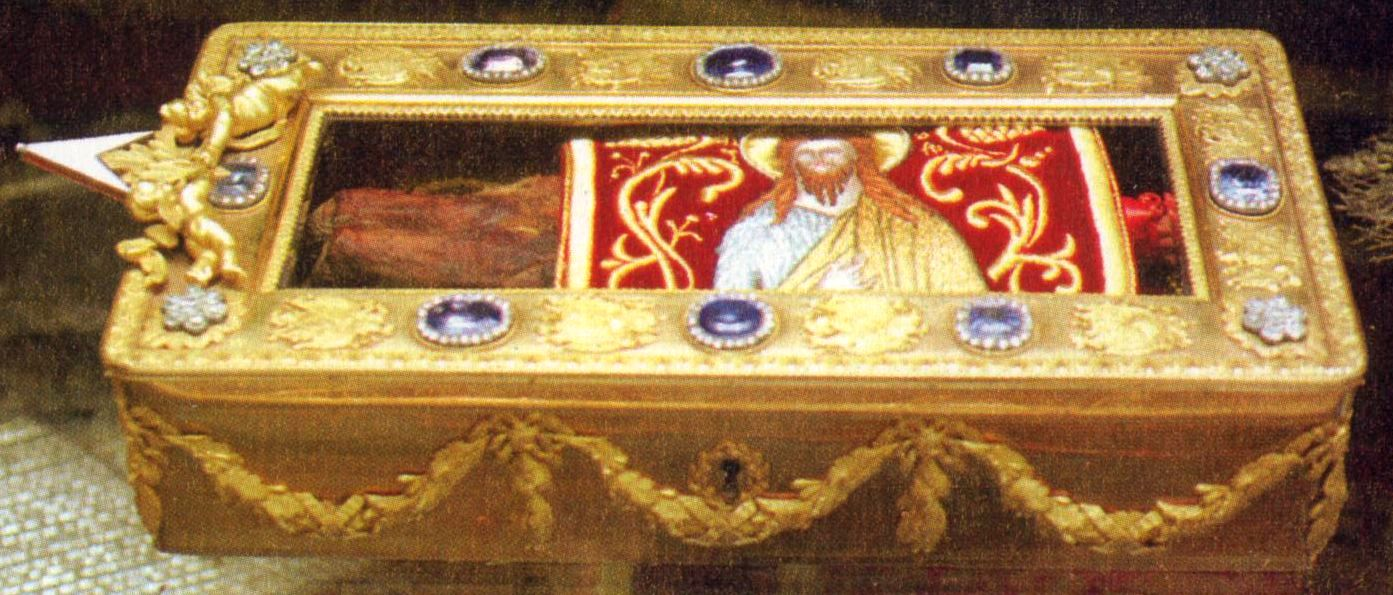
Правиця (десниця) святого Івана Хрестителя

- Оригінал ікони Божої Матері «Філерме» — реліквія лицарів католицького ордену госпітальєрів Святого Іоанна Єрусалимського[2];
- десниця Іоанна Хрестителя (кисть правої руки Івана Хрестителя якою хрестив Ісуса Христа)[1];
- мощі святого Петра Цетинського (Петро I Петрович Негош);
- частинки святого Хреста;
- єпітрахіль святого Сави;
- корона короля Стефана III Дечанського;
- різні старі знамена церкви.